# Bunkyō (Tokio)
Bunkyō (文京区 Bunkyō-ku?) es un barrio especial de la Metrópolis de Tokio, en Japón. Situado en el medio del área de los barrios especiales, es un centro residencial y educacional. Desde el período Meiji, eruditos como Natsume Sōseki, así como estudiosos y políticos han vivido en este barrio especial. La publicidad, impresión e industrias de cuidado médico avanzado son importantes en la economía de Bunkyō. Recientemente las industrias de información y de tecnologías de información han florecido. Bunkyō es sede de grandes hospitales, el Tokyo Dome, el instituto Kōdōkan de judo y la Universidad de Tokio.
Tiene relaciones con la ciudad hermana de Kaiserslautern en Alemania.

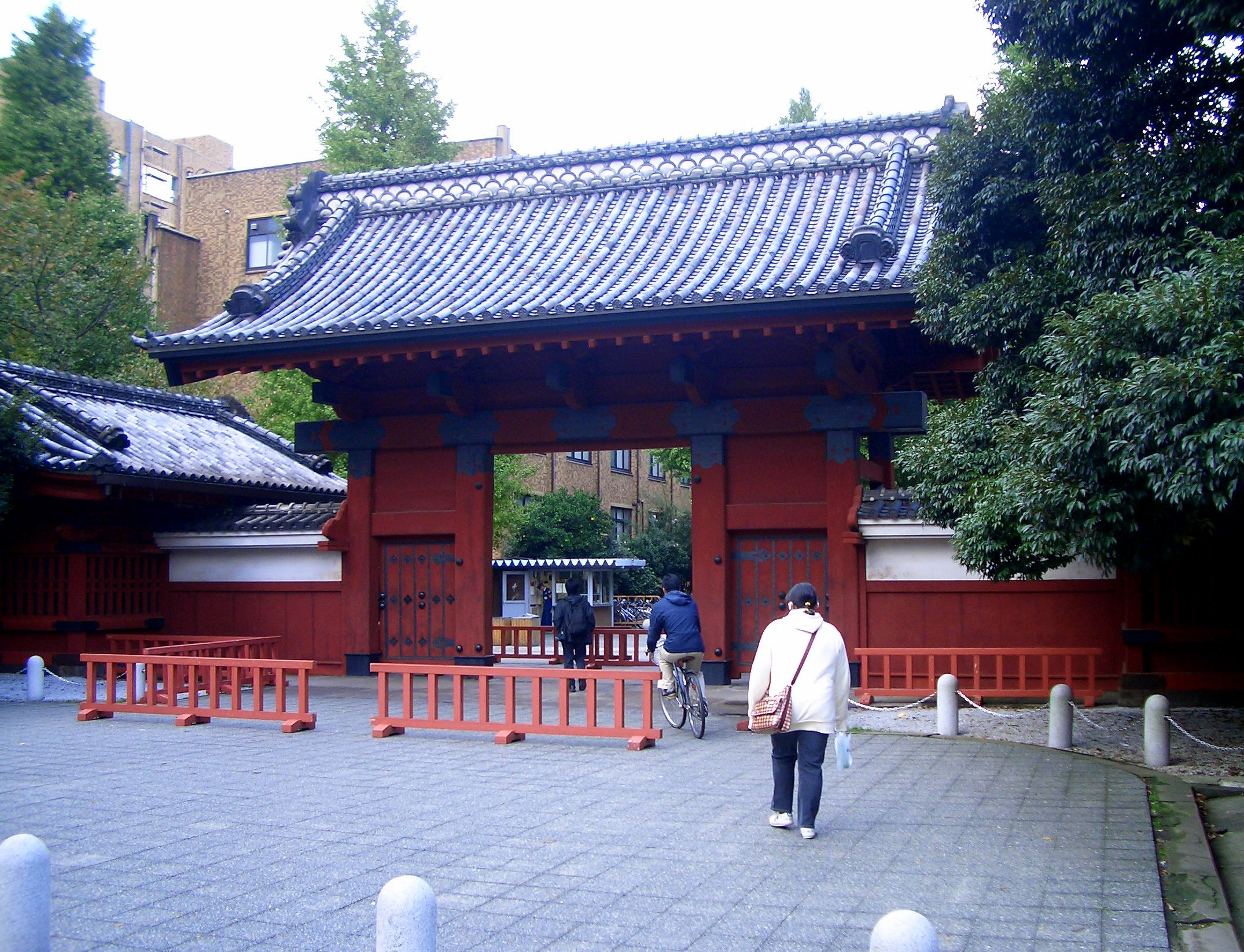
Puerta Akamon, dentro de la Universidad de Tokio.

En junio de 2023 el barrio especial tenía una población de 240 069 habitantes, incluyendo unos 8 457 residentes extranjeros. El área total del barrio especial es de 11,31 km².
El barrio especial fue fundada el 15 de marzo de 1947.